# Графство Трегье
Графство Трегье (Трегор) (фр. Comte de Trégor) — феодальное владение в Бретани со столицей в городе Трегье, в 1214 году объединившееся с герцогством Бретань. Располагалось на территории традиционной провинции Бретани Трегор.

## История
Этьен I, граф де Пентьевр, был женат на Хависе де Генган, богатой наследнице графств Трегье и Генган и сеньории Гоэлё. Происхождение самой Хависы не установлено. После смерти Этьена I в 1135 или 1136 году, его младший сын Анри I д'Авогур получил владения своей матери, Хависы де Генган, которые перешли к графству Пентьевр ещё при жизни его отца. Однако племянник Анри, герцог Бретани Конан IV, отобрал у него графство Генган, присоединив его к своему герцогству.
У сына Анри, Алена I, остались графство Трегье и сеньория Гоэлё. В конце 1212 года он скончался, передав свои владения своему сыну Анри II. Перед смертью Ален назначил опекунами своих детей своего брата Гозлена и Жюля III, сеньора де Майенн.
Однако в 1214 году Пьер отобрал у Анри его имущество в Генгане, Ламабле и Сен-Бре. Также он лишил его графства Трегье, которое перестало существовать и было объединено с герцогством, и графства Пентьевр, причем присвоив себе титул графа над этой областью. Графство попало под влияние дома де Дрё, а Анри был графом только де-юре. У Анри осталась только сеньория Гоэлё с небольшой усадьбой Авогур, название которой определило название рода потомков Анри.

## Список графов Генгана
- ?—21 апреля 1135/1136: Этьен I (ум. 21 апреля 1135/1136), граф де Пентьевр с 1091/1093, граф Генгана и сеньор де Гоэлё
- 21 апреля 1135/1136—начало 1183: Анри I (ум. в начале 1183), граф де Пентьевр, граф Генгана и сеньор де Гоэлё с 1135/1136
- начало 1183—29 декабря 1212: Ален I (ум. 29 декабря 1212), граф де Пентьевр, граф Генгана и сеньор де Гоэлё с 1183
- 29 декабря 1212—6 октября 1281: Анри II (ум. 6 октября 1281), граф де Пентьевр, граф Генгана и сеньор де Гоэлё с 1213
- Объединено с герцогством Бретань.